# Pallanuoto ai VI Giochi asiatici
Il VI torneo asiatico di pallanuoto si è disputato dal 12 al 16 dicembre 1970 a Bangkok, all'interno del programma dei VI Giochi asiatici.
Il torneo si è svolto in due fasi successive: una a gironi ed una ad eliminazione diretta. Per la quarta volta consecutiva la medaglia d'oro è stata vinta dal Giappone.

## Fase preliminare

### Gruppo A
| 12 dicembre | India | 7 – 7 | Singapore |  |

| 12 dicembre | Indonesia | 8 – 1 | Thailandia |  |

| 13 dicembre | Singapore | 4 – 6 | Indonesia |  |

| 13 dicembre | India | 4 – 1 | Thailandia |  |

| 14 dicembre | Singapore | 11 – 0 | Thailandia |  |

| 14 dicembre | India | batte – (3-1, 4-2, 8-3) | Indonesia |  |

|    | Squadra    | Punti | G | V | N | P | GF | GS | Diff |
| -- | ---------- | ----- | - | - | - | - | -- | -- | ---- |
| 1. | India      | 5     | 3 | 2 | 1 | 0 | 19 | 11 | +8   |
| 2. | Indonesia  | 4     | 3 | 2 | 0 | 1 | 17 | 13 | +4   |
| 3. | Singapore  | 3     | 3 | 1 | 1 | 1 | 22 | 13 | +9   |
| 4. | Thailandia | 0     | 3 | 0 | 0 | 3 | 2  | 23 | -21  |

### Gruppo B
| 12 dicembre | Giappone | batte – | Iran |  |

| 13 dicembre | Iran | 2 – 2 | Malaysia |  |

| 14 dicembre | Giappone | batte – | Malaysia |  |

|    | Squadra  | Punti | G | V | N | P | GF | GS | Diff |
| -- | -------- | ----- | - | - | - | - | -- | -- | ---- |
| 1. | Giappone | 4     | 2 | 2 | 0 | 0 |    |    |      |
| 2. | Iran     | 1     | 2 | 0 | 1 | 1 |    |    |      |
| 3. | Malaysia | 1     | 2 | 0 | 1 | 1 |    |    |      |

## Fase finale

### Semifinali
| 15 dicembre | India | 6 – 3 | Iran |  |

| 15 dicembre | Giappone | 14 – 6 | Indonesia |  |

### Finali

#### Medaglia di Bronzo
| 16 dicembre | Indonesia | 1 – 0 | Iran |  |

#### Medaglia d'Oro
| 16 dicembre | India | 2 – 4 | Giappone |  |

## Classifica finale
| Pos.    | Squadra    |
| ------- | ---------- |
| Oro     | Giappone   |
| Argento | India      |
| Bronzo  | Indonesia  |
| 4       | Iran       |
| 5       | Singapore  |
| 6       | Malaysia   |
| 7       | Thailandia |

## Fonti
- (EN) AASF - All Asian Games results (PDF), su asiaswimmingfederation.org. URL consultato il 12 marzo 2011 (archiviato dall'url originale l'11 agosto 2011).
- (EN) Todor66.com - Sport statistics Archive, su todor66.com.